# Pfarrkirche Wolfsgraben

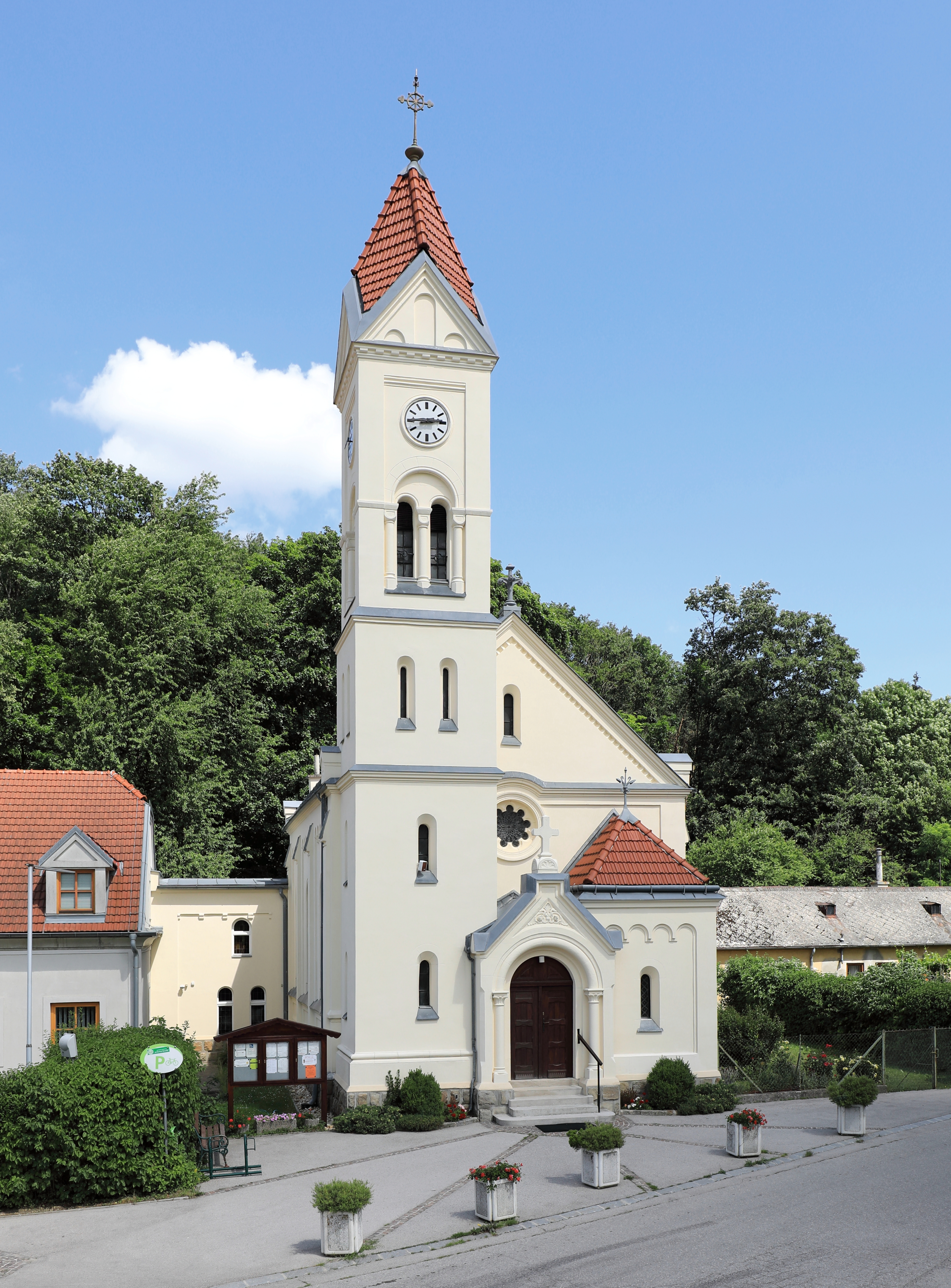
Pfarrkirche Herz Jesu

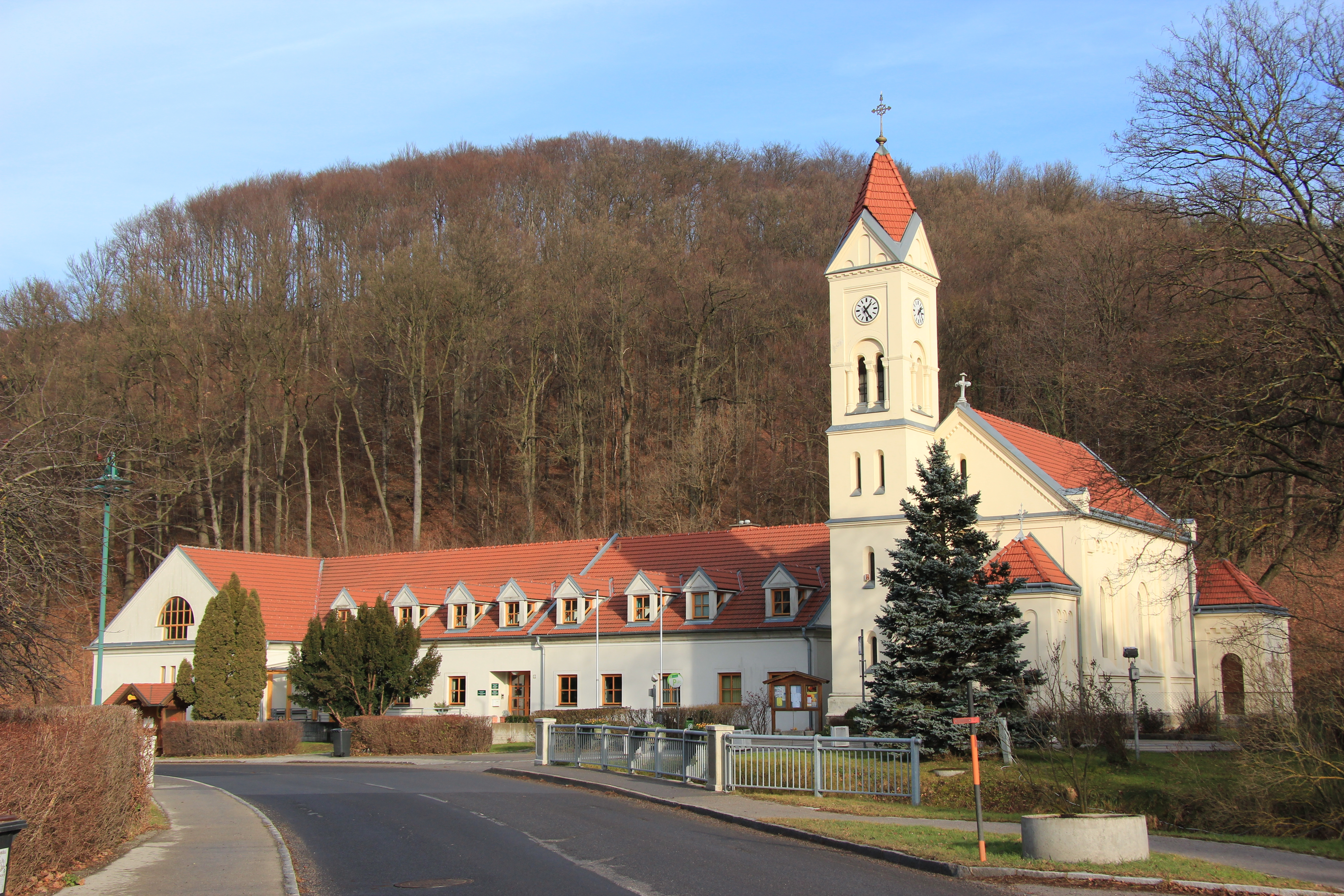
Pfarrkirche mit dem ab 1991 errichteten Pfarrheim

Die Pfarrkirche Wolfsgraben ist eine römisch-katholische Pfarrkirche in der niederösterreichischen Gemeinde Wolfsgraben. Sie ist dem heiligsten Herz Jesu geweiht und gehört zum Dekanat Purkersdorf im Vikariat Unter dem Wienerwald der Erzdiözese Wien. Das Kirchengebäude steht unter Denkmalschutz (Listeneintrag).

## Geschichte

### 19. Jahrhundert
Anlässlich des 25-jährigen Bürgermeisterjubiläums stellte der damalige Bürgermeister der Gemeinde Wolfsgraben, Josef Mitterstöger, einen Baugrund für den Kirchenbau zur Verfügung. Der Bau wurde neben der alten Kapelle begonnen, das Baumaterial reichte allerdings nur für das Fundament und Mauern von einem Meter Höhe. Als Bürgermeister Josef Mitterstöger 1899 verstarb, war das vorläufige Ende des Kirchenbaus besiegelt.

### 20. Jahrhundert

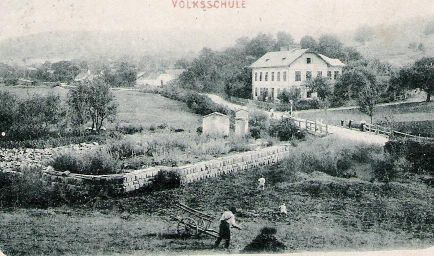
Unvollendeter Kirchenbau, im Hintergrund die Volksschule

1903 gründeten Wiener und Wolfsgrabener Bürger einen Kirchenbauverein, erster Präsident war der Wiener Textilfabrikant August Polivka. 1906 erweiterte Leopold Mitterstöger, Sohn des 1899 verstorbenen Bürgermeisters, die Schenkung seines Vaters, wodurch der Kirchenbau fortgesetzt werden konnte. Im Herbst desselben Jahres konnte das Dach fertiggestellt werden, jedoch waren die Geldreserven wieder erschöpft.
Der Präsident des Kirchenbauvereins, August Polivka, erbat sich bei Pater Anton Maria Schwartz Hilfe bei der Fertigstellung des Kirchenbaus. Der Kalasantinerorden übernahm die Fertigstellung unter der Bedingung ein kleines Kloster anzubauen. Am 24. Oktober 1907 wurde das Bauwerk durch Weihbischof Godfried Marschall in Anwesenheit von Pater General Anton Maria Schwartz eingeweiht.
Am 23. Oktober 1907 zogen die Kalasantiner in das neu geschaffene Kloster ein. Im Jahr 1913 wurde eine Musikkapelle durch Bruder Ferdinand gegründet, diese Bestand mit Unterbrechungen bis nach dem Zweiten Weltkrieg.
Im Ersten Weltkrieg, in den Jahren 1916–1917, wurden Soldaten im Haus einquartiert.

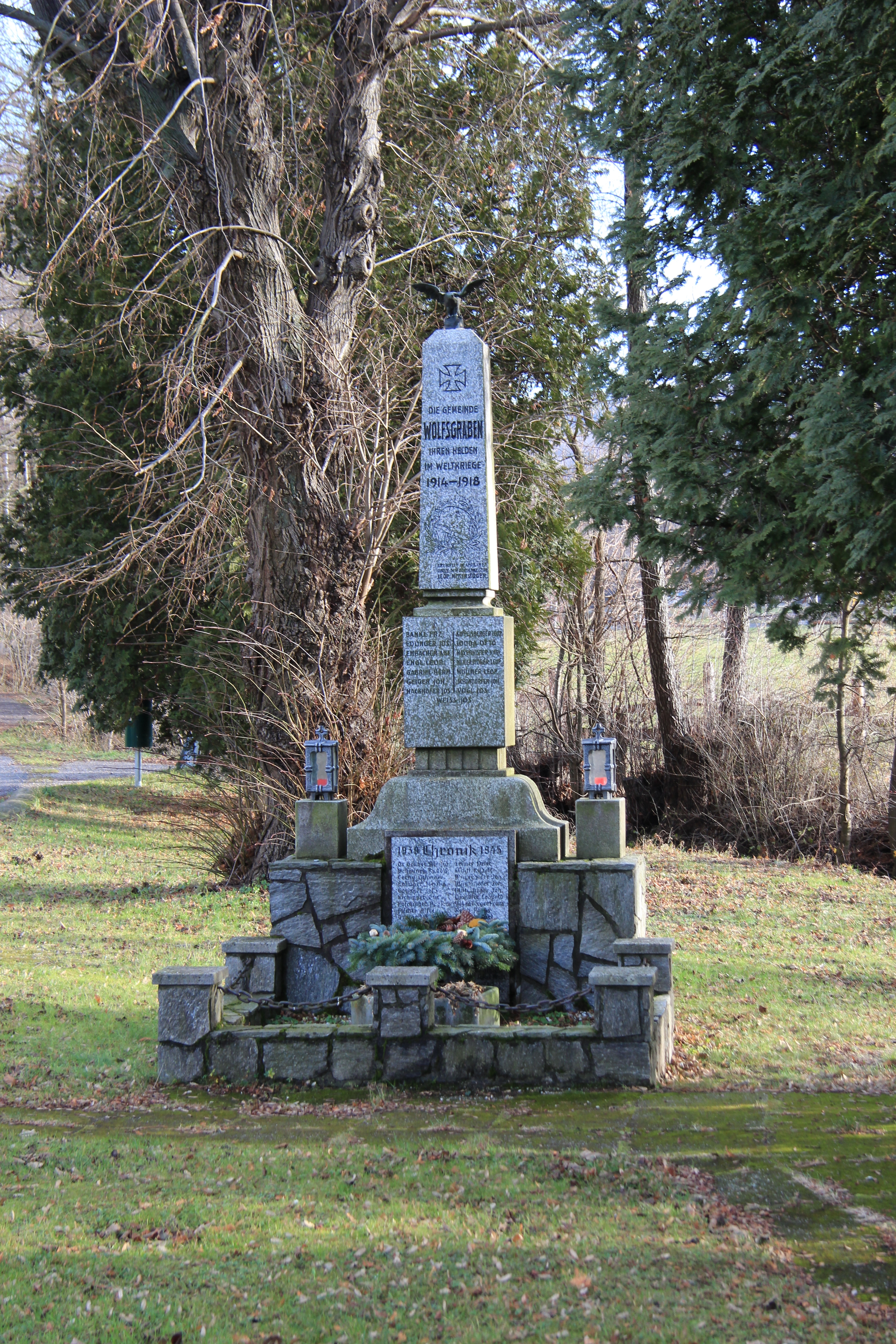
Kriegerdenkmal heute

Das erste Kriegerdenkmal im Wienerwald wurde am Ostersonntag 1922 in Wolfsgraben feierlich eingeweiht.
Am 13. Juli 1924 fand die Eröffnung des Kinos im Klostersaal statt. Es wurde bis zum Beginn des Zweiten Weltkrieges gerne besucht.
Die Gemeinde Wolfsgraben bekundete am 14. Juni 1932 Interesse an einer eigenen Pfarre und diese wurde am 1. Jänner 1935 errichtet.
Im Jahr 1933 wurde auch ein Friedhof angelegt.
Nach dem Anschluss an das Deutsche Reich durfte Pater Alexander Bredendick ab 1941 keinen Religionsunterricht mehr erteilen. Seine Aufgabe übernahm der pensionierte Weltpriester Michael Bugram. 1943 mussten auch die Seelsorgestunden im Pfarrhof eingestellt werden. Im Kinosaal wurde eine Forschungsabteilung der Semperitwerke untergebracht; dies fiel unter das Staatsgeheimnis. Am 13. Februar 1945 fielen Bomben auf Wolfsgraben, die an der Kirche jedoch keinen Schaden anrichteten.
Nach dem Kriegsende 1945 war die Kirche und das Kloster durch Kriegshandlungen verwüstet und geschändet. Nach mühevollen Aufräumungs- und Instandsetzungsarbeiten begann unter Pater Franz Effenberger das kirchliche und klösterliche Leben wieder zu blühen.
Am 25. Oktober 1953 wurde eine vierte Glocke eingeweiht. Bei der Montage halfen die Mitglieder der Freiwilligen Feuerwehr Wolfsgraben.
Am 16. Jänner 1956 wurde eine neue Orgel geweiht, die 2007 durch eine neue Orgel von Robert Niemeczek ersetzt wurde. Erzbischof Franz König besuchte am 3. Juni 1956 zum ersten Mal Wolfsgraben. Pater Franz Effenberger ließ 1960 Sakristei, Tauf- und Hauskapelle neu gestalten und über dem Hochaltar eine Christus-Statue neu errichten. Am 9. August 1964 verstarb Pater Franz Effenberger plötzlich.
Im Jahr 1977 erfolgte unter Pater Imre Dittrich eine Außenrenovierung und 1979 die Innenrenovierung der Kirche.
Einige Jahre später – inzwischen war Pater Felix Poschenreithner Pfarrer geworden – bahnte sich eine neuerliche Bauphase an. Am 14. Oktober 1987 gab es erste Gespräche über die Neugestaltung des Pfarrhofes und des Pfarrsaales. Am 9. Mai 1990 erfolgte die endgültige Zusage für den Neubau, der Spatenstich fand am 23. März 1991 durch Prälat Rudolf Trpin statt.
Der Neubau ging dank der Tatkraft und des wirtschaftlichen Verhandlungsgeschickes des Pater Felix Poschenreithners und vieler freiwilliger Helfer zügig voran, so dass um die Jahreswende 1993/1994 das Pfarrzentrum fertiggestellt war. Am 16. Jänner 1994 erfolgte die Segnung durch Kardinal Hans Hermann Groër. Durch das Wirken von Pater Felix erblühte im neuen Haus reges Leben; für die Jungschar und die Senioren, für Feste und Veranstaltungen wurde es zur Heimstatt.
Mit der Weihe des neuen Volksaltares am 24. Oktober 2000 wurden die neuerlichen Außen- und Innenrenovierung der Kirche abgeschlossen sowie die Hauskapelle fertiggestellt.

## Architektur
Die Kirche ist im neuromanischen Stil erbaut worden.